# バスもり!
バスもり!（ばす－）とは、ウェルネットが開発した路線バスを中心とした交通機関のためのインターネットサービスである。

## 概要
過去における高速バスの予約・乗車券購入は、利用する最寄りの運行事業者が運営する予約センターへの電話もしくは運行事業者ならびに各旅行代理店の窓口におけるものに限定されていた。2000年代に入ると、格安高速バス（当時のツアーバス、現在は高速乗合バスに統合）の台頭の時期とも前後して、コンビニエンスストアに設置されているマルチメディア端末（Loppi（ローソン）・Famiポート（ファミリーマート）・マルチコピー機（セブン-イレブン）など）によるオンライン決済により、その場でバスの予約・乗車券購入が可能となるが、最初にこのサービスを導入したのもウェルネットであり、そこから同社と運行事業者との繋がりは広がりを見せ、2010年代におけるスマートフォンの普及に伴いバスチケットの販売方法多様化によって、専用アプリの開発に繋がった。
このアプリ開発によって、対象事業者・路線の乗車予約から座席確保（路線によっては不可）、決済まで手持ちの携帯電話1本で済ますことが出来、画面を乗車前もしくは降車時に乗務員に提示する事で乗車券としてみなされる。メリットとして、全ての手続きが携帯電話1本で出来る事で、営業時間内に窓口に並ぶ手間が省け、利用時には乗車券を持ち歩く必要がなく紛失の心配がない点にある。ただし、利用時に端末の故障等や電池切れなどにより電源が入らない・画面が表示できない場合は無効となる。
利用方法としては、「バスもり!」アプリを手持ちのスマートフォンに提供される配信サービス（Android端末はGoogle Play、iPhone（iOS端末）はApp Store）よりダウンロード・インストールし、自分のアカウントを作成後、対象路線・利用人数など必要事項を入力し、決済をおこなう。決済は、クレジットカードまたはコンビニエンスストア決済のどちらかが選べる。券種としては、通常の乗車券のほか、回数券・定期券・フリーパスの4種類がある。回数券の場合は決済後、降車時にアプリを起動させ、「チケット」を表示後、「乗車券をもぎる」をタップし、端末の指示に従い操作後、運賃箱等に貼付されているQRコードをスマートフォンにて読み取らせ、読み取りに成功したら「OK」をタップすると‘‘使用済み‘‘となり、その画面を乗務員に提示する事で降車可能。その他の乗車券については、「チケット」をタップし、該当の決済内容が記載された画面を乗車前もしくは降車時に乗務員に提示する事で、紙の乗車券同様の扱いとなる。
2022年4月時点では75社、300以上の路線で導入されている。

### 鉄道事業者への導入
バス事業者だけではなく鉄道事業者でも「バスもり！」アプリを導入するケースがある。北海道旅客鉄道（JR北海道）では、2018年4月から石北本線西留辺蘂～網走間及び釧網本線網走～緑間で、「バスもり！」アプリを用いたスマホ定期券を導入した。路線延長で140kmにも及ぶこのエリアでは、定期券を購入可能な有人駅が3駅しかなく、紙の定期券を購入するために長距離移動を強いられるという問題があった。この問題を解消するために、JR北海道は鉄道事業者として初めて「バスもり！」アプリを導入したとのこと。これ以降、鉄道事業者の間で「バスもり！」アプリによるスマホ定期券を導入する動きが広まり、長野電鉄が2021年6月から導入したほか、東日本旅客鉄道（JR東日本）ではSuicaエリア外での利便性向上を目的に2019年9月から2020年3月にかけて高校生を対象とした実証実験を行った。他にもアルピコ交通や上田電鉄などが「バスもり！」アプリによるスマホ定期券を導入している。また九州旅客鉄道（JR九州）では、線区及び対象となる高校を限定して試験的に導入している。

## 経緯
- 2016年（平成28年）8月 - バスもり!コンシェルジュサービス開始[9]。
- 2018年（平成30年）
  - 1月 - バスもり!電子もぎりサービス開始。
  - 3月 - バスもり!スマホ回数券サービス開始。
  - 4月 - バスもり!スマホ定期券サービス開始。
  - 7月 - バスもり!フリー乗車券サービス開始。

## 導入事業者
- JRバス各社
  - ジェイ・アール北海道バス
  - ジェイアールバス東北
  - ジェイアールバス関東
  - ジェイアール東海バス
  - 西日本ジェイアールバス
  - JRバス中国
  - ジェイアール四国バス
  - JR九州バス[注 1][10][11][12]
- 北海道バス
- 北海道中央バス[注 2]
- 北都交通[注 3]
- 恵庭市[注 4]
- 岩手県北自動車[注 5]
- 東北急行バス[注 6]
- 羽後交通[注 7]
- 新潟交通[注 8]
- 南越後観光バス[注 9][13]
- 関越交通[注 10]
- 東武バス日光[注 11]
- 日本中央バス[注 12]
- 西武バス[注 13]
- 関東鉄道[注 14]
- 関東自動車[注 15]
- 関東バス[注 16]
- 京王電鉄バス[注 17]
- 東京バス[注 18]
- 京浜急行バス[14]
- 伊豆箱根バス[注 19]
- アルピコ交通[注 20][15]
- 千曲バス[注 21]
- 上田電鉄[注 22]
- 北陸鉄道[注 23]
- 三重交通[注 24]
- 加越能バス[注 25]
- 名鉄バス[注 26]
- 全但バス[注 27]
- 丹後海陸交通[注 28]
- 南海バス[注 29]
- 近鉄バス[注 30]
- 大阪バス[注 31]
- 神姫バス[注 32]
- 淡路交通[注 33]
- 奈良交通[注 34][17][18]
- 山交バス[注 35]
- サンデン交通[注 36]
- 下津井電鉄[注 37]
- 中国バス[注 38]
- 広島電鉄[注 39]
- 防長交通[注 40][19]
- 徳島市交通局[注 41]
- 徳島バス[注 42]
- 琴参バス[注 43]
- 四国高速バス[注 44]
- 高松エクスプレス[注 45]
- 伊予鉄バス[注 46]
- とさでん交通[注 47]
- 西日本鉄道[注 48]
- 日田バス[注 49]
- 昭和自動車[注 50]
- 長電バス[注 51][20]
- しまバス[注 52]
- 大川自動車[注 53]
- 射水市[注 54]
- 朝日自動車[21][22][23][24]
- 十勝バス[注 55]
- 和歌山電鐵[注 56]
- 長野電鉄[注 57]
- 本四海峡バス[注 58][25]
- 阪東自動車[26][27]
- 東急バス[注 59][28][29]
- 網走バス[注 60][30]
- JR九州[注 61][31]
- 川越観光[注 62]
- 京福バス[注 63]
- 富士急静岡バス[注 64]
- 九州産交バス[注 65]
- 産交バス[注 66]
- 宮崎交通[注 67]

## 決済方法
- クレジットカードは、VisaまたはMasterCardのブランドが付いたカードのみ決済が可能。
- コンビニ決済
  - ローソン（Loppi）
  - ファミリーマート（Famiポート）
  - ミニストップ（MINISTOP Loppi）
  - セイコーマート（クラブステーション）
  - セブン-イレブン（マルチコピー機による操作）
  - デイリーヤマザキ（同上）

※コンビニ決済の場合、一部の路線においてはスマートフォン提示に加え、コンビニ発行のインターネット受付領収書が必要な場合がある。

## 学認連携学割
上記の通常学割定期券とは別に、全国の大学・高等専門学校と国立情報学研究所（NII）が連携して構築する学術認証フェデレーション（学認）とも提携しており、参加している以下の大学等においては学割が適用される。
- 電気通信大学
- 信州大学
- 名古屋工業大学
- 大阪大学
- 広島大学
- 愛媛大学
- 千葉工業大学
- 群馬大学
- 北見工業大学
- 徳島大学
- 鳴門教育大学
- 広島市立大学
- 東北工業大学
- 大阪体育大学
- 釧路工業高等専門学校
- 苫小牧工業高等専門学校
- 函館工業高等専門学校

### 注記
1. ↑  B&Sみやざき、直方線（定期券）、福岡地区路線バス2日間乗り放題定期券（い2DAYもおでかけきっぷ）、日田彦山線BRTのみ
2. ↑  新千歳空港連絡バス（回数券）、高速あさひかわ号（回数券）、高速はこだて号、スターライト釧路号のみ
3. ↑  新千歳空港連絡バス（回数券）のみ
4. ↑  えにわコミュニティバス定期券のみ
5. ↑  利府駅－イオンモール新利府南館線（定期券）、東京線「岩手きずな号」、仙台八戸線「うみねこ号」のみ
6. ↑  「ルブラン号」を除く全ての都市間バスで使用可能
7. ↑  横手清陵学院線・横手小安線・横手大曲線・角館六郷線・仁賀保高校線・本荘市内線の各定期券ならびにレイク&ポート号のみ
8. ↑  郡山－新潟線のみ
9. ↑  十日町車庫－津南営業所間の定期券ならびに湯沢駅－かぐら三俣スキー場・二居田代スキー場・苗場・浅貝間の各1日乗り放題（フリーパス）のみ
10. ↑  関越交通バス1日フリー乗車券（定期券）、四万温泉号、伊香保四万温泉号、尾瀬新宿号、アザレア号、上州湯けむりライナー みなかみ温泉号、高崎・伊香保・四万温泉号八王子線のみ
11. ↑  日光定期観光バスのみ
12. ↑  シルクライナー、仙台ライナー、東京・埼玉・群馬 - 富山・金沢線、前橋・高崎 - 新潟線のみ
13. ↑  全ての昼行・夜行高速路線にて使用可能（共同運行会社便含む）
14. ↑  龍ケ崎市駅－流通経済大学線（定期券）、よかっぺ号、土浦－TDR線、水戸－TDR線、鹿島神宮駅－東京テレポート線のみ
15. ↑  マロニエ号（成田空港線のみ）、サルビア号、メープル号、とちの木号のみ
16. ↑  練馬・中野・新宿～豊川・豊橋・三河田原線のみ
17. ↑  渋谷－軽井沢・草津線と中央高速バスの飯田線、諏訪・岡谷・茅野線、松本線、長野線、飛騨高山線、名古屋線、塩尻・木曽福島線、身延線、中央市・南アルプス市線、安曇野・白馬線にて使用可（共同運行会社含）
18. ↑  東京特急ニュースター号、群馬－横浜ニュースター号、東名特急ニュースター号のみ
19. ↑  三島田町駅・三島駅－富士見台線（定期券）と三島駅発大岡経由沼津駅線（学生専用定期券）のみ
20. ↑  かりんちゃんバス（定期券・回数券・1日乗車券）、長野松本線（片道券）、岡谷・茅野線（金額式券・定期券）、上高地線（定期券）のみ
21. ↑  鹿教湯線（定期券）、立川－軽井沢・佐久・小諸線のみ
22. ↑  別所線（定期券）のみ
23. ↑  金沢－新潟線のみ
24. ↑  おでかけ名古屋（回数券）、伊賀－横浜・池袋・大宮線、名古屋南紀線、伊勢鳥羽みちくさきっぷ1DAY、湯の山温泉1DAYフリーきっぷのみ
25. ↑  高岡金沢線（回数券）、名古屋－高岡・氷見線のみ
26. ↑  中央道高速バスの松本線・飯田線・伊那線と東海北陸道高速バス、名古屋－馬籠・妻籠線、名古屋－宇都宮・福島線、県営名古屋空港線回数券のみ
27. ↑  たじまわるプレミアム線（回数券・フリーパス）、但馬空港連絡バス（回数券）、豊岡出石線・豊岡神美線・豊岡奥藤線（いずれも回数券）、城崎温泉・豊岡－但馬空港線（フリーパス）のみ
28. ↑  間人・天橋立・宮津-京都線のみ
29. ↑  神戸・大阪・京都－立川線、大阪京都発成田銚子線・藤沢鎌倉線・柏崎長岡三条線のみ
30. ↑  全ての高速路線バス（昼行・夜行　※共同運行会社便を含む）において使用可能。また、スマホ定期券も導入[16]。
31. ↑  東京特急ニュースター号、京名特急ニュースター号、名古屋特急ニュースター号、福知山特急ニュースター号のみ
32. ↑  北淡路西海岸ライン（回数券）、高知神戸線のみ
33. ↑  定期券・回数券は高速バス・一般路線バス共に一部路線・区間を除いて対応
34. ↑  新宿－奈良・五條線、学研都市・学園前－関西空港線、奈良－関西空港線、桜井・大和八木・高田市－関西空港線、奈良公園・西の京 世界遺産(1-DayPass)のみ
35. ↑  やまがた1日乗車券、仙台リナバスセット券、山交バス山形鉄道セット券の各種フリーパスのみ
36. ↑  福岡線、長門市内1日フリーパス、サンデン1dayパスのみ
37. ↑  新宿倉敷線「マスカット号」のみ
38. ↑  ローズライナー（回数券）、しまなみライナー（回数券）、カブトガニ号、広島東京線「ドリームスリーパー」、びんごライナー、神戸ライナーのみ
39. ↑  リムジンバスチケット（回数券）、広島－米子線のみ
40. ↑  かつては全線フリー定期券、市内フリー定期券、学生フリー定期券などのほか、広島線の区間定期券を取り扱っていたが、2022年4月30日をもって「バスもり!」による取扱いを終了。以降はレシップ社が開発したスマホアプリ「QUICK RIDE」に定期券サービスを移行した。ただし、東京線「萩エクスプレス」、神戸・大阪・京都線「カルスト号」、福岡線「福岡・防府・周南ライナー」のみ通常の乗車券としては引き続き使用可。
41. ↑  徳島阿波おどり空港リムジンバス（回数券）、高松徳島線（回数券）、徳島阿波おどり空港－徳島駅前間フリーパス、徳島市内路線バス全線定期券のみ
42. ↑  徳島市内路線バス全線定期券のみ
43. ↑  丸亀・善通寺・空港リムジンバスならびに丸亀・坂出・空港リムジンバスの各種回数券、丸亀コミュニティバスの定期券のみ
44. ↑  さぬきエクスプレス神戸・大阪線（乗車券・回数券）、さぬきエクスプレス名古屋、さぬきエクスプレス福岡、坊っちゃんエクスプレス、黒潮エクスプレスのみ
45. ↑  高松・淡路－神戸・大阪線フットバス、高松－神戸線フットバス、フットバス回数券のみ
46. ↑  道後エクスプレスふくおかのみ
47. ↑  松山線と京都・名古屋線のみ
48. ↑  全て非予約制の福岡県内間近距離高速路線・ひた号・わかくす号・福岡空港－佐賀線・福岡－下関線・ひのくに号の各路線回数券と、ひのくに号定期券のみ
49. ↑  ひた号の回数券ならびに日田・杷木・甘木・朝倉地区からの福岡おでかけきっぷ（フリーパス）のみ
50. ↑  からつ号往復乗車券、いと・しま号回数券、博多駅・天神発吉田線・加布里線・前原線（各線回数券）、九州大学伊都キャンパス－糸島線（回数券）、九州大学伊都キャンパス（九大東ゲート）－糸島（周船寺小学校前）4枚綴り回数券、九州大学伊都キャンパス－九大学研都市駅線回数券、九大学研都市駅－九州大学線定期券、前原－九大東ゲート線定期券、唐津2dayフリー乗車券、この他にも、からつ号の早稲田佐賀中学・高校生徒向け学生定期券をはじめ、唐津青翔高校、早稲田佐賀中学・高校、唐津西高校、唐津南高校各生徒向けの通学フリー定期券がある（通学フリー定期券は対象高校以外の生徒は購入不可）。
51. ↑  永田・親川線、合庁線、立ヶ花線、上林線、菅線、中野木島線の各線定期券のみ
52. ↑  しまバス路線バス1100円区間回数券と高校通学定期券、しまバス路線バス乗り放題券のみ
53. ↑  引田線定期券のみ
54. ↑  射水市コミュニティバス「きときとバス」定期券のみ
55. ↑  帯広陸別線往復乗車券、広尾線定期券のほか、十勝バス11枚綴り回数券、十勝バス時間割引13枚綴り回数券（下車時間指定有:10～16時、19時～最終便)がある
56. ↑  貴志川線定期券のみ
57. ↑  長野線定期券のみ
58. ↑  片道・往復券は阿波エクスプレス号のみ。回数券・定期券は淡路島発着高速バス・あわ神あわ姫バスのみ。一日乗り放題券はあわ神あわ姫バスのみ。何れも一部区間を除く。
59. ↑  溝の口駅－新横浜駅直行バスならびに川崎市内全線の各定期券のみ
60. ↑  農大線定期券のみ
61. ↑  太良高校・多久高校通学定期券のみ
62. ↑  森林公園・坂戸・川越－成田空港のみ
63. ↑  スキージャム直行バス、恐竜博物館直行バスのみ
64. ↑  東京－富士宮線のみ
65. ↑  ひのくに号（回数券・定期券）とサンライズ号、あそ☆くま号のみ
66. ↑  B&Sみやざきのみ
67. ↑  B&Sみやざきのみ